# John Tait Robertson
John Tait Robertson (ur. 25 lutego 1877 w Dumbarton, zm. 23 lutego 1935) – szkocki piłkarz, następnie trener.

## Kariera
Karierę rozpoczynał w wieku 15 lat. Był środkowym obrońcą. Po serii dobrych występów sprowadził go Everton. Nie grał tam jednak długo, gdyż kupił go Southampton. Zarówno w drużynie The Toffees, jak i w drużynie Świętych nie wiodło mu się, więc w 1900 został sprzedany do zespołu Rangers F.C. W tej drużynie Robertson spisywał się znakomicie, dlatego powołany został do reprezentacji Szkocji. 23 lutego 1901 r. jego drużyna wygrała z Irlandią 11:0, a Robertson zaliczył dwie asysty. W drużynie narodowej rozegrał w sumie 16 meczów i strzelił dwie bramki. 1 kwietnia 1905 r. przeszedł do Chelsea, gdzie był grającym trenerem. W 1906 najpierw przestał być trenerem, a później odszedł do Glossop FC. Latem 1913 powrócił na Wyspy Brytyjskie.